# Jay McCarroll
Jay McCarroll, född 11 oktober 1974 i Philadelphia, Pennsylvania, är en amerikansk modedesigner kanske mest känd för att ha vunnit den första säsongen av Project Runway 2005.